# Bernard Otto Seeling

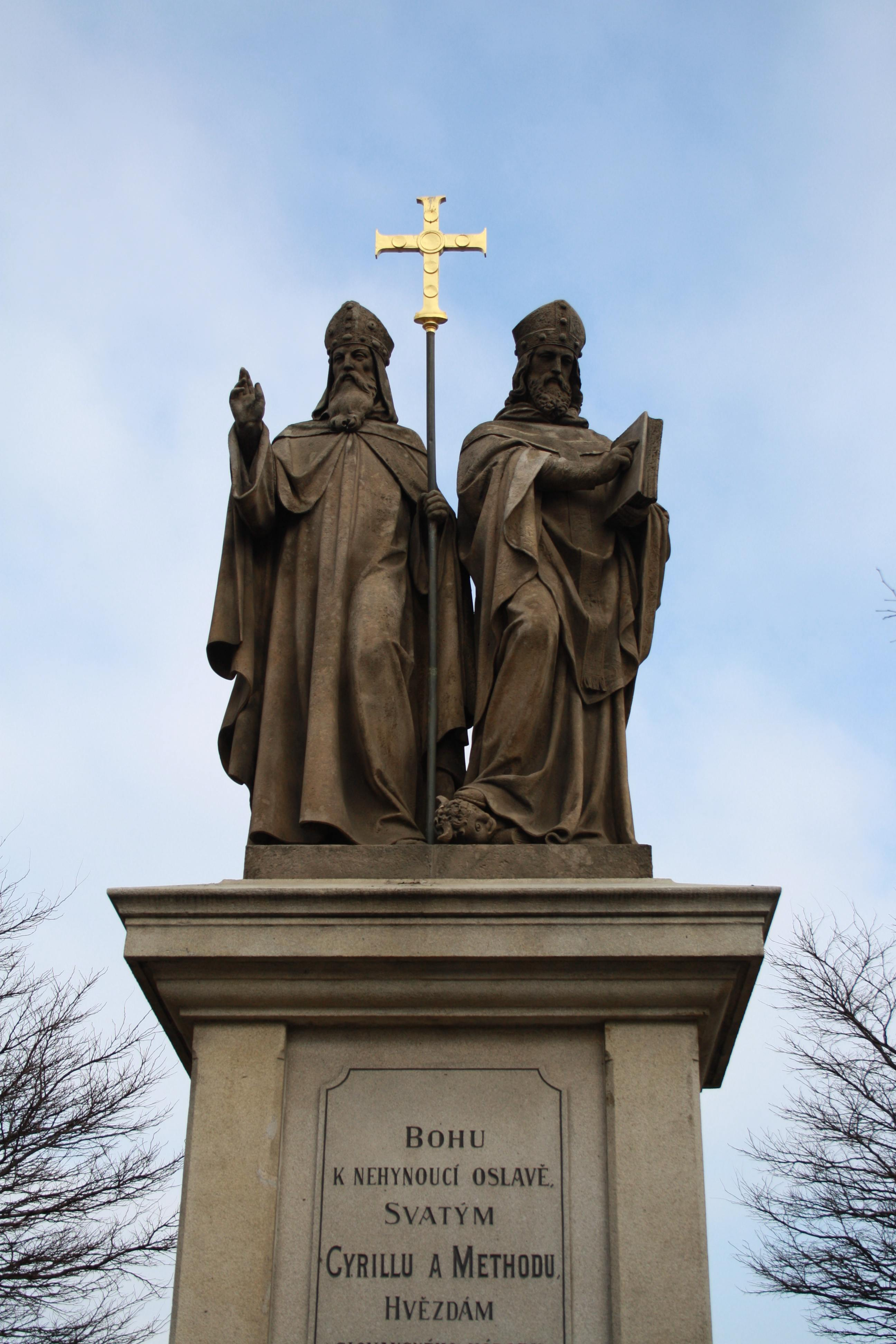
Cyril a Metoděj v Třebíči

Bernard Otto Seeling, také Konrád Otto Bernard Seeling, příjmení psáno též Selig či Šelich (12. března 1850 Praha-Hradčany – 20. dubna 1895 Praha), byl český sochař a restaurátor.

## Život
Narodil se v Praze na Hradčanech v domě čp. 118/IV na Pohořelci jako nemanželský syn Marie Seligové. Podle nekrologu mu otec v šesti letech zemřel. O jeho finanční zaopatření dbal také křestní kmotr, lakýrník Karel Jirásek. Seeling se měl stát obchodníkem, ale po roce a půl z učení sběhl a umělecké nadání ho přivedlo do dílny sochaře Roberta Platzera, kde se učil tesat v kameni. Nebyl tam spokojen, proto po čase zkusil získat učednické místo u sochaře ve Vídni. Nepochodil ale ani tam, a tak se vrátil do Prahy, kde v letech 1873–1875 studoval na Akademii výtvarných umění v ateliéru profesorů Antonína Lhoty a Emanuela Roma). První větší zakázkou, kterou mu zprostředkoval profesor Tomáš Seidan, byla socha Jana Amose Komenského pro Přerov. Dvě drobnější práce (socha sv. Jiří pro kapli na Řípu, a model sochy hraběte Františka Šporka pro Kuks) byly školou v roce 1875 oceněny a získal za ně Klárovo stipendium, což znamenalo tři roky pobytu v Itálii s ubytováním v římském Palazzo Venezia. Vytvořil tam sochu kardinála Bedřicha Schwarzenberga a sochu Krista Spasitele pro římskou Akademii dell’Anima.
Roku 1878 se vrátil do Prahy, z vlastní iniciativy vytvořil skicu pomníku sv. Václava pro Václavské náměstí, kterou pojednal jako žehnajícího jezdce a později ji přihlásil do soutěže . V následujících letech zhotovil množství soch a návrhů. V Praze 16 sochami doplnil výzdobu průčelí Prašné brány: jsou to sochy Adama a Evy, sv. Vojtěcha a Prokopa, králů Karla IV. a Přemysla Otakara II, alegorické sochy Moudrosti a Síly, a 8 andělů-hudebníků. Plastickou výzdobu dodal také na rizalit Rudolfina a na portály síní Staroměstské radnice.
Seeling byl rovněž restaurátorem soch. V letech 1880–1883 působil v Kuksu a v Jaroměři.

## Rodina
Dne 22. listopadu 1891 se na Vinohradech oženil s Arnoštkou Nikodémovou, jejich manželství zůstalo bezdětné. Zemřel po delší nemoci ve svém novoměstském bytě v Jungmannově ulici čp. 26/II a s mnoha poctami byl pochován na Vyšehradský hřbitov.

## Známá díla
- Šestnáct soch pro rekonstruovanou Prašnou bránu: Adam a Eva, svatý Vojtěch a svatý Prokop, postavy Moudrosti a Síly, králové Přemysl Otakar II. a Karel IV. a osm andělů s hudebními nástroji[7], vymodeloval ještě sochy sv. Ludmily a krále Vladislava Jagellonského, které vytesali bratři Ducháčkové.[11]
- Portál k prezidiálním síním na Staroměstské radnici[7]
- Socha Šalby[12] a restaurování soch Matyáše Brauna v Kuksu[7]
- U příležitosti návštěvy prince Rudolfa a jeho ženy Štěpánky vytvořil dvě sochy na pylonech vítací slavobrány (1881)
- Socha Cherubiniho na atiku budovy Rudolfina (1884)[7],v roce 1941 nacisty odstraněnou a po válce vrácenou zpět.
- Důstojnost a Pilnost pro novou radnici v Josefově[7]
- Sousoší svatých Cyrila a Metoděje v Třebíči podle návrhu Ludvíka Šimka u příležitosti 1000 let pokřtění Moravy[7][13]
- Socha Panny Marie pro hrobku F. Hakla v Jilemnici[7]
- Replika sochy sv. Jakuba pro hrobku Václava Levého na Vyšehradském hřbitově[7]
- Sousoší Panny Marie s dítětem pro rodinnou hrobku tchána Nikodéma na Vyšehradském hřbitově
- Pamětní deska Františka Škroupa v Myslíkově ulici v Praze[7]
- Sousoší Krista Vykupitele mezi sv. Václavem a sv. Ludmilou v tympanonu hlavního (západního) portálu kostela sv. Ludmily na Vinohradech (1894)[12]
- Sochy sv. Cyrila a Metoděje pod baldachýny po stranách bočního (jižního) portálu kostela sv. Ludmily na Vinohradech (1894)
- Pomník Josefa Kajetána Tyla pro městské sady v Plzni[12]
- Alegorické sochy Geografie a Astronomie pro jižní průčelí historické budovy Národního muzea[12]
- Dětské figurky pro Křižíkovu fontánu na Jubilejní výstavě v Praze 1891.[12] Výstavy se zúčastnil také sochami Malířství, Sochařství, Modlící se Madona a Dívka naslouchající mušli.[12] pro pavilon hl. města Prahy
- Sochy na schodišti u kostela sv. Jana Nepomuckého na Skalce
- poslední Seelingovy práce:
- vysekání a restaurování 4 renesančních kamenných reliéfů z poprsně balkónu v 1. patře Melantrichova domu v Praze před jeho zbořením. Dům byl majetkem Seelingových příbuzných. Reliéfy byly přeneseny do Lapidária Národního muzea a jsou tam osazeny v sále renesance vedle Krocínovy kašny.
- Poprsí J. A. Komenského[14]
- návrhy pro výzdobu Panteonu Národního muzea[12]

Seeling byl jedním z nejplodnějších českých sochařů, s velkým nadšením pro uměleckou tvorbu.